# Ochmacanthus orinoco
Ochmacanthus orinoco är en fiskart som beskrevs av Myers 1927. Ochmacanthus orinoco ingår i släktet Ochmacanthus och familjen Trichomycteridae. Inga underarter finns listade i Catalogue of Life.